# Lukas Kruse

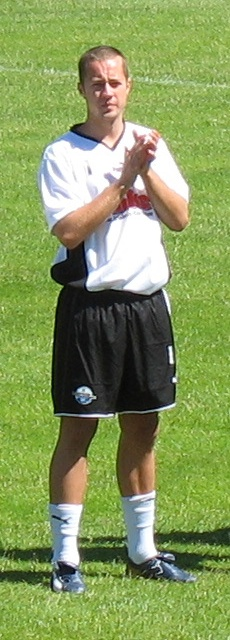
Lukas Kruse

Lukas Kruse (Paderborn, 8 de julho de 1983) é um futebolista alemão. Goleiro, atual pelo Paderborn FC, da Alemanha.